# Aristida takeoi
Aristida takeoi är en gräsart som beskrevs av Jisaburo Ohwi. Aristida takeoi ingår i släktet Aristida och familjen gräs. Inga underarter finns listade i Catalogue of Life.